# Palloptera basimaculata
Palloptera basimaculata är en tvåvingeart som beskrevs av Leander Czerny 1934. Palloptera basimaculata ingår i släktet Palloptera och familjen prickflugor. Inga underarter finns listade i Catalogue of Life.